# Isaac Șraiber
Isaac Șraiber (în rusă Исаак Шрайбер; n. 20 iulie 1915, Orhei, gubernia Basarabia, Imperiul Rus – d. 1994, Moscova, Rusia) a fost un evreu basarabean și traducător sovietic de proză literară din germană și franceză, cunoscut în primul rând pentru traducerile sale ale romanelor lui Erich Maria Remarque. 

## Biografie
S-a născut în orașul Orhei din același ținut, gubernia Basarabia (Imperiul Rus), într-o familie bogată; bunicul său Moisei Ravici era un cunoscut avocat din oraș. A absolvit catedra de pian la Colegiul Regional de Muzică din Moscova (1932). A studiat pianul la Conservatorul din Moscova sub Konstantin Igumnov. Ulterior a absolvit Institutul Pedagogic de Stat pentru Limbi Străine din Moscova și Institutul Literar „Gorki”.
În timpul celui de-Al Doilea Război Mondial a luptat pe front, a fost traducătorul șef al cartierului general al armatei și  rănit de mai multe ori. A fost decorat cu Ordinul Steaua Roșie (1945).
Printre traducerile sale se numără: Триумфальная арка („Arcul de Triumf”, 1946), Три товарища („Trei tovarăși”, 1958 și 1981), Возлюби ближнего своего („Iubește-ți aproapele”) și povești de Erich Maria Remarque; Большая игра („Marele joc”) de Leopold Trepper, nuvele ale scriitorilor francezi ai secolului al XX-lea, Ночь на перекрёстке („Noaptea la răscruce de drumuri”), Тюрьма („Închisoarea”) și Человек из Лондона („Omul de la Londra”) de Georges Simenon. Traducerea romanului „Trei tovarăși” (1958) a fost inițial realizată împreună cu Lev Kopelev, dar pentru edițiile ulterioare ale acestei cărți, după emigrația lui Kopelev (1981), șapte capitole traduse de acesta din urmă au fost re-traduse de Șraiber.